# Thalasseleotris adela
Thalasseleotris adela is een straalvinnige vissensoort uit de familie van slaapgrondels (Eleotridae). De wetenschappelijke naam van de soort is voor het eerst geldig gepubliceerd in 1987 door Hoese & Larson.